# Pilgerhospiz von Pons
Das ehemalige Pilgerhospiz von Pons (Charente-Maritime) ist das einzige erhaltene Bauwerk seiner Art am mittelalterlichen Jakobsweg (Via Turonensis) nach Santiago de Compostela. Das Bauwerk ist seit dem Jahr 1879 als Monument historique eingestuft. Im Jahr 1988 wurde es durch die UNESCO in die Liste des Weltkulturerbes aufgenommen.

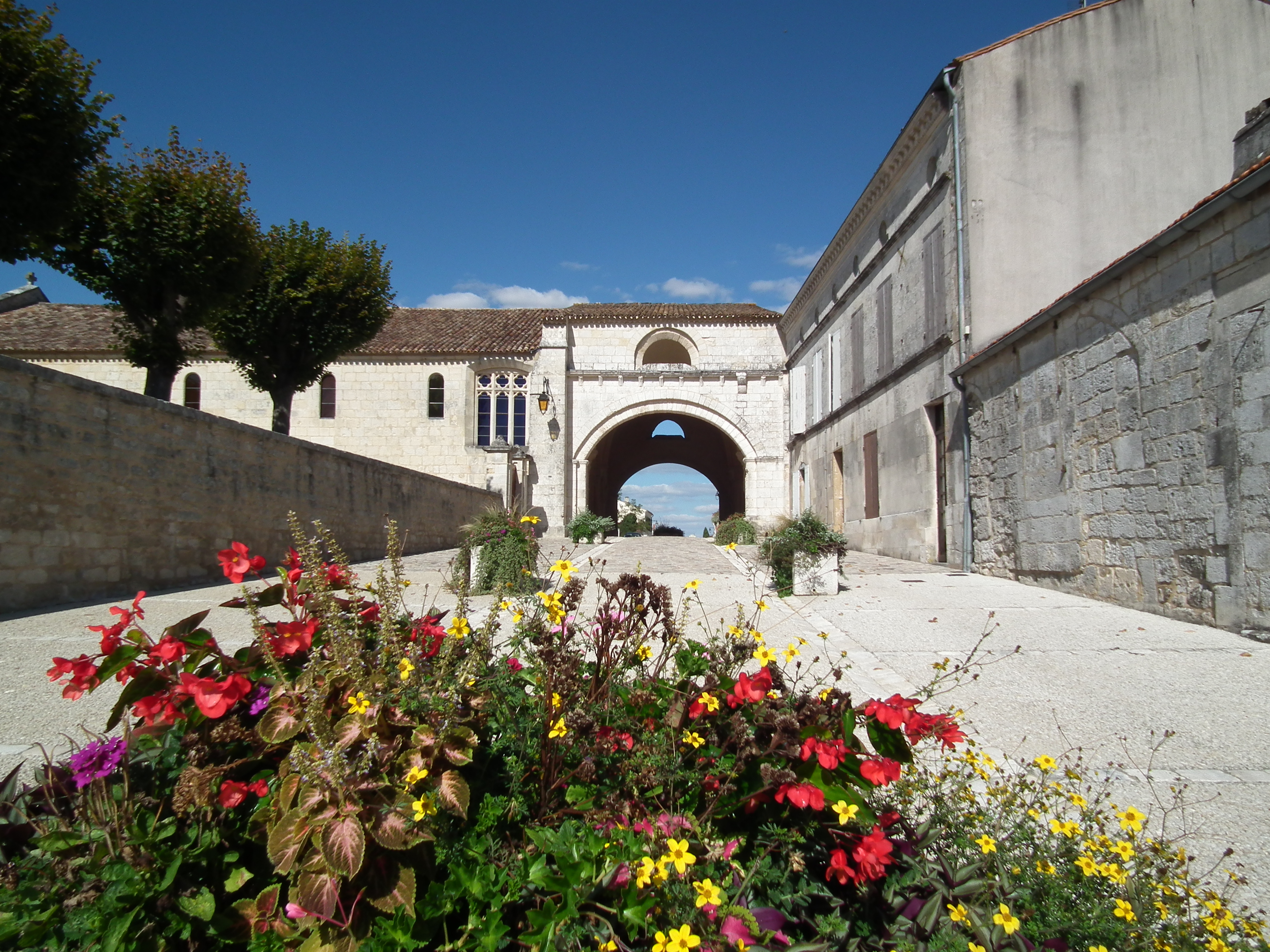
Pons, Pilgerhospiz – Vorhalle und Krankensaal (links)

## Pilgerhospiz

### Lage
Im Burgviertel von Pons stand bereits ein – nicht erhaltener – Vorgängerbau (hôpital vieux), der für die immer zahlreicher werdenden Pilger zu klein wurde; außerdem wurden die Tore der Stadt des Nachts geschlossen, so dass Spätankömmlinge vor den Mauern der Stadt unter freiem Himmel übernachten mussten. Der heutige Bau liegt außerhalb der ehemaligen Stadtmauern etwa 1500 Meter südwestlich des Burgviertels mit seinem Donjon, dem Schloss und der Kapelle Saint-Gilles bzw. etwa 500 Meter südwestlich der Kirche Saint-Vivien. Der Jakobsweg führte – wenn man wollte – zwischen Kirche und Krankensaal des Hospizes entlang.

### Funktion
Dem Hospital/Hospiz oblag in erster Linie die Pflege der erschöpften, kranken und sterbenden Pilger, aber sicherlich wurden – vor allem in Zeiten von Epidemien – auch erkrankte Bewohner der Stadt aufgenommen. Darüber hinaus diente die Einrichtung in späterer Zeit auch als Aufnahmeort für unerwünschte Säuglinge oder verwaiste bzw. von ihren Eltern verlassene Kinder; diese blieben jedoch meist nur kurze Zeit und wurden an andere Institutionen (Klöster, Waisenhäuser etc.) abgegeben.

### Baugeschichte
Der Bau des Hospitals wurde im Jahre 1160 von Gottfried von Pons (Geoffroy de Pons, † 1192) initiiert, der diesen Ort auch als Grabstätte erwählte. Aus dieser Zeit stammen noch die beiden gegenüberliegenden romanischen Portale: Das linke (= westliche) führt in den Krankensaal, das rechte (= östliche) bildete ehemals den Eingang zur – heute nicht mehr existenten – Prioratskirche Notre-Dame. Zwischen Kirche und Krankensaal wurde ein gewölbter Vorbau errichtet, über dem bis ins Jahr 1830 der Kirchturm aufragte. Die Kirche selbst war bereits in den Religionskriegen des 16. Jahrhunderts zerstört und nur notdürftig wieder instand gesetzt worden.
In der Französischen Revolution wurde die Anstalt, die nur noch wenige Kranke beherbergte, aufgehoben und in der Folge zu Beginn des 19. Jahrhunderts in eine – von den Ursulinen geleitete – Armenschule umgewandelt; doch bereits im Jahr 1818 zog man in einen neuerrichteten Konvent im Stadtzentrum um. Die Hospizgebäude dienten fortan für einige Jahrzehnte als Armenwohnungen. Im Jahr 1879 wurden die erhaltenen Gebäudeteile als Monument historique unter Schutz gestellt. Nachdem der ganze Komplex 1988 von der UNESCO als Weltkulturerbe eingestuft worden war, wurde er im Jahr 2004 grundlegend instand gesetzt, gesichert und als Museum wiedereröffnet.

### Organisation
Das Hospital/Hospiz wurde anfänglich vom Templerorden geleitet; nach dessen Verbot und der Auflösung des Ordens im Jahre 1312 wurde die Verantwortung für die Kranken und die Gebäude in die gemeinschaftliche Hände des Bischofs von Saintes und des jeweiligen Grundherrn (seigneur) von Pons gelegt, die beide gemeinsam einen Prior ernannten. Die konkrete Krankenpflege lag in den Händen von männlichen Kanonikern und Konversen. Mit dem Niedergang des Pilgerwesens in der Zeit des Hundertjährigen Krieges (1337–1453) und der Hugenottenkriege (1562–1598) übernahm im 16. Jahrhundert der Orden vom Hl. Johannes von Jerusalem (Malteserorden) die ehemaligen Aufgaben des Priors.

### Architektur

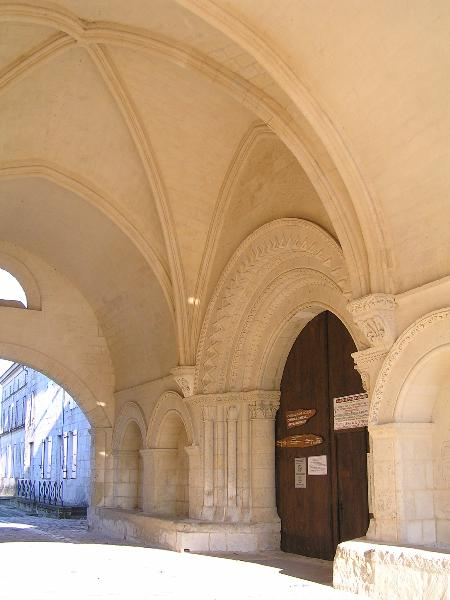
Vorhalle und ehemaliges Kirchenportal

Zwei wichtige Bauteile haben die Zeiten weitgehend unbeschadet überdauert:

#### Portalvorhalle
Die Baugeschichte der Vorhalle liegt noch weitgehend im Dunkeln: Die Halle selbst und ihre beiden seitlichen Tonnengewölbe stammen möglicherweise noch aus der ursprünglichen Bauzeit, d. h. vom Ende des 12. Jahrhunderts, wohingegen das mittlere, auf Konsolen ruhende Rippengewölbe nachträglich im 13. oder 14. Jahrhundert eingezogen wurde. Zur Vorhalle gehören auch der vordere und der hintere Portalbogen, die beide als Segmentbogen ausgebildet sind, was für das 12. Jahrhundert äußerst überraschend wäre; ebenso ungewöhnlich wären die beiden halbmondförmigen Fensteröffnungen darüber.
Die beiden – vor Wind und Wetter geschützten und somit außergewöhnlich gut erhaltenen – romanischen Portale stammen aus der 2. Hälfte des 12. Jahrhunderts und entsprechen dem Typus der tympanonlosen Archivoltenportale in der Saintonge und im Poitou. Die Stirnseiten der Bögen sind mit abstrakt geometrischen Dekormotiven geschmückt; die Kapitelle zeigen zumeist vegetabilische Verzierungen. Beide Portale werden von seitlichen Scheinportalen in der Form von Blendarkaden mit steinernen Sitzbänken begleitet; auch deren Bögen sind von Dekorbändern eingefasst – auf den Mauerflächen haben Pilger über Jahrhunderte Graffiti in Form von Hufeisen, Initialen etc. hinterlassen.

#### Krankensaal

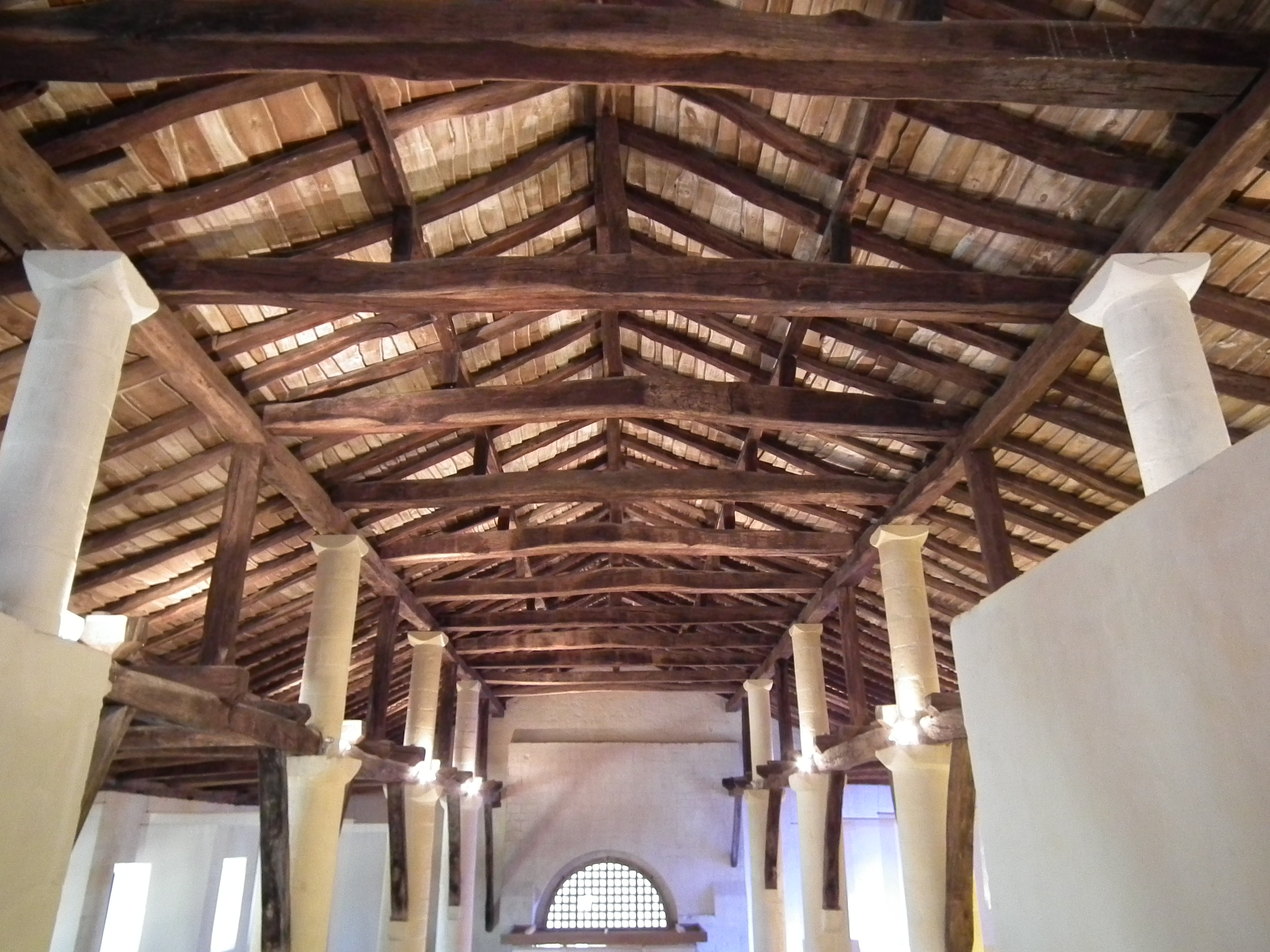
Krankensaal

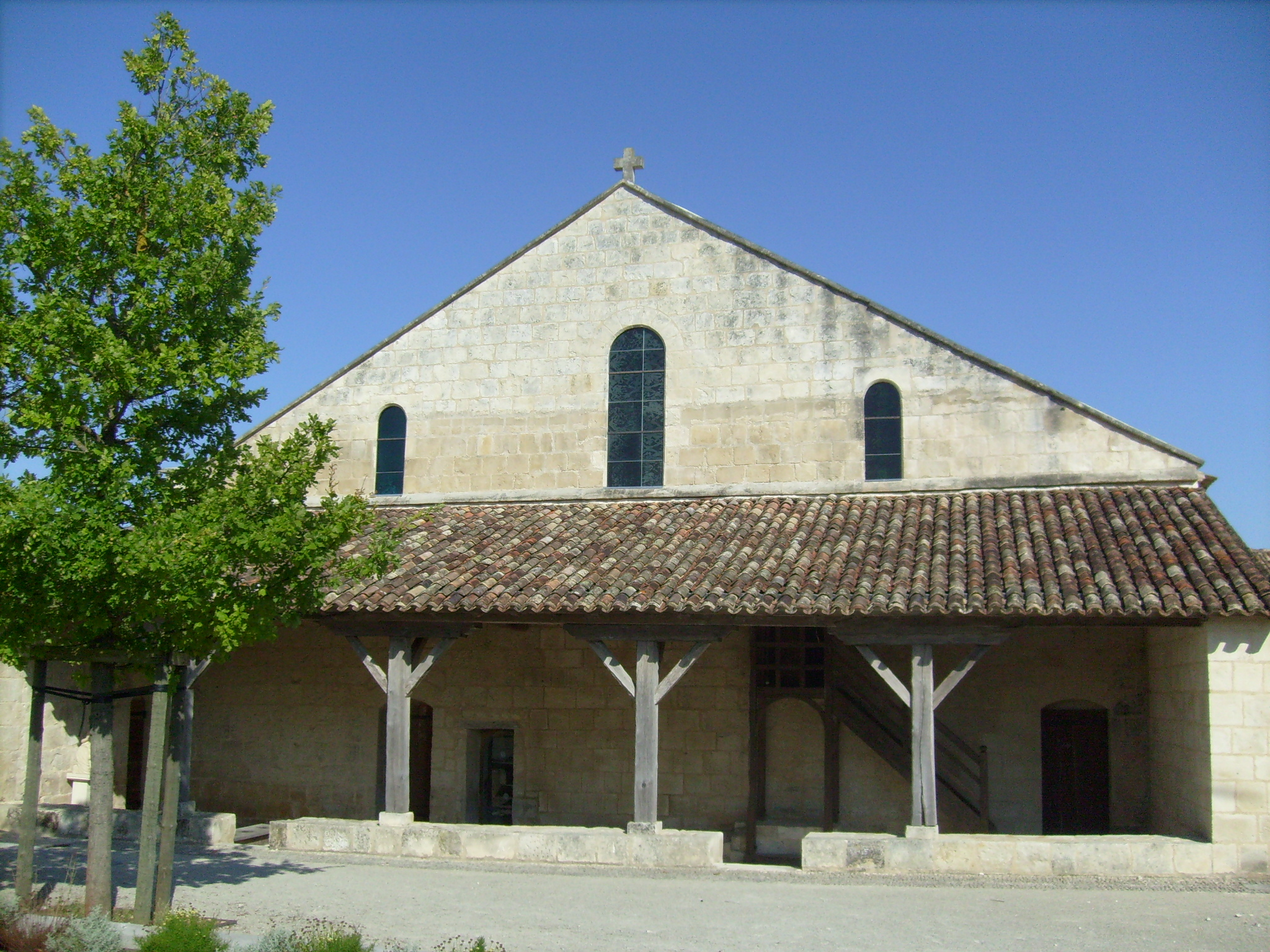
Krankensaal von der Gartenseite

Der etwa 20 Meter lange und ca. 15 Meter breite Krankensaal ist nicht gewölbt; sein offener Dachstuhl ruht – einer Markthalle vergleichbar – auf seitlichen Mauern und zwei Pfeilerreihen, deren Aufsätze wohl erst in einer späteren Bauphase hinzugekommen sind. Die Trag- und Spannbalken sowie die Sparren des Dachstuhls sind zwar nicht mehr original, aber – wie schon im Mittelalter üblich – nicht gesägt, sondern nur mit Äxten und Beilen bearbeitet. In manchen Fällen waren die Sparren nicht lang genug, was durch einen unmittelbar danebengesetzten Sparren ausgeglichen wurde. Die überlappenden Bretter der Eindeckung sind hingegen gesägt; ihre Längsseiten sind weitgehend naturbelassen.
Der Raum beherbergte einstmals vier Reihen von Krankenbetten, die durch Tücher/Vorhänge voneinander abgetrennt werden konnten. In Jahren von Epidemien wurden die Betten auch mit zwei oder mehr Personen belegt, was die Heilungschancen deutlich verschlechterte. Die Ostseite des Krankensaals wurde möglicherweise an Sonn- und Feiertagen als Altarraum genutzt; ein großes nach Süden weisendes dreibahniges spätgotisches Fenster macht dies wahrscheinlich.

### Garten
Westlich des Krankensaals schließt sich ein Gemüse- und Kräutergarten an, wie er wohl auch zum mittelalterlichen Hospiz dazugehörte; der heutige Zustand mitsamt einer Weinlaube wurde jedoch erst im Rahmen der Restaurierungsmaßnahmen 2004 hergestellt. Zu sehen sind im Wesentlichen Pflanzen und Kräuter, die bereits im Mittelalter als Heilpflanzen angesehen wurden; sie wurden entweder als Tee zubereitet oder als Wundpflaster aufgelegt.